# قهوه موج سوم
قهوه موج سوم حرکتی در بازاریابی قهوه است که بر کیفیت بالا تأکید دارد. دانه‌ها معمولاً از مزارع منفرد تهیه می‌شوند و به آرامی برشته می‌شوند تا طعم متمایز خود را نشان دهند. اگرچه این اصطلاح در سال ۱۹۹۹ ابداع شد، اما این رویکرد در دهه ۱۹۷۰ با برشت‌کارهایی چون جورج هاول آغاز شد.

## تاریخچه
اصطلاح «قهوه موج سوم» به‌طور کلی به متخصص قهوه به نام تریش روتگب نسبت داده می‌شود که در مقاله ای در سال ۲۰۰۳ با اشاره به سه موج فمینیسم، از این اصطلاح استفاده کرد، با این حال، کارگزار و نویسنده تخصصی قهوه، تیموتی جی. کسل، قبلاً از این اصطلاح در مقاله ای با عنوان «موج سوم قهوه» استفاده کرده بود که آن را برای شماره دسامبر ۱۹۹۹ / ژانویه ۲۰۰۰ مجله چای و قهوه آسیا نوشته بود. اولین اشاره به این اصطلاح در رسانه‌های اصلی، در سال ۲۰۰۵ و در رادیوی عمومی ملی اتفاق افتاد که به برنامه ای دربارهٔ مسابقات باریستا می‌پرداخت.
در موج اول قهوه، به‌طور کلی مصرف‌کنندگان قهوه بر اساس منشأ یا نوع نوشیدنی تفاوتی نداشتند. قهوه فوری، قهوه‌های کنسرو شده در فروشگاه‌های مواد غذایی و قهوهٔ داینر، همه از ویژگی‌های قهوه موج اول بودند. قهوه موج اول بر قیمت پایین و طعم ثابت تمرکز دارد.
موج دوم قهوه با عرضه‌کنندگانی مانند قهوه و چای پیت در برکلی، کالیفرنیا آغاز شد، که در اواخر دهه ۱۹۶۰ شروع به تأمین منابع خود از تولیدکنندگان حرفه‌ای کرد و برشته‌سازی و ترکیب را با تمرکز بر برجسته‌سازی و تأکید بر کشورهای مبدأ و همچنین تأکید بر مشخصات برشت تیره قهوه آن منابع، آغاز کرد. قهوه پیت الهام بخش بنیانگذاران استارباکس در سیاتل، واشینگتن بود. موج دوم قهوه مفهوم تفاوت کشورهای مبدأ را فراتر از یک فنجان قهوه بی‌نام و نشان به مصرف‌کنندگان قهوه معرفی کرد. برشت‌کارهای قهوه تفاوت بین ویژگی‌های طعمی قهوه را بسته به کشورهایی که محصول از آنها می‌آمد، برجسته کردند که تا حد زیادی به رقابت بازار بین تولیدکنندگان قهوه کلمبیایی و تولیدکنندگان قهوه برزیلی در دهه ۱۹۶۰ دامن زد. در حالی که برخی از کشورهای مبدأ در میان علاقه مندان و متخصصان قهوه مورد توجه قرار گرفتند، تولید جهانی قهوه عربیکا که در ارتفاعات بالای کشورهای مناطق گرمسیری رشد می‌کرد، مورد توجه قرار گرفت زیرا هر کشور دارای مشخصات طعم خاصی بود که جالب و مطلوب تلقی می‌شد. علاوه بر کشور مبدأ، موج دوم نوشیدنی‌های مبتنی بر قهوه را به دنیای مصرف‌کننده بزرگ‌تری معرفی کرد که به‌ویژه شامل نوشیدنی‌های سنتی ایتالیایی بود که با اسپرسو تهیه می‌شدند.
موج اول و دوم قهوه با مصرف خانگی راحت مشخص می‌شد. اولین موج شامل بازار انبوه قوطی‌های قهوه از پیش آسیاب شده و بسته‌بندی شده با خلاء، از برندهایی مانند فولجرز و ماکسول هاوس بود. موج دوم به مصرف‌کنندگان، خریداری قهوه ای تازه برشت و بسته‌بندی شده در کافی شاپی مانند استارباکس یا پیت را ارائه داد.
قهوه موج سوم با مفهوم قهوه تخصصی مرتبط است، که به درجه‌های تخصصی دانه‌های (خام و برشت نشده) قهوه سبز (متمایز از قهوه درجه تجاری) یا نوشیدنی‌های قهوه تخصصی با کیفیت بالا اشاره دارد.